# Deutsch-Französisches Volksfest

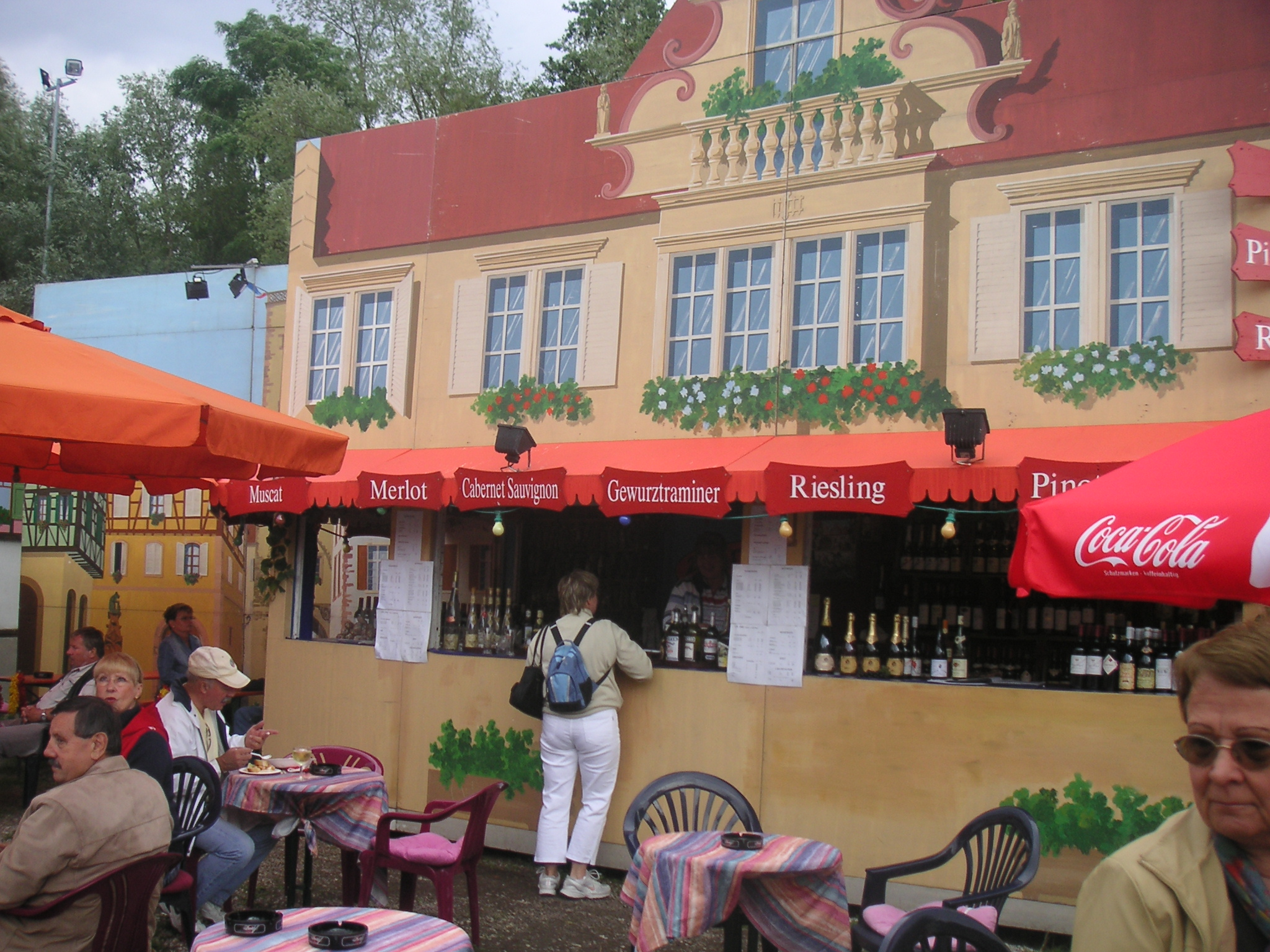
Deutsch-Französisches Volksfest 2008

Das Deutsch-Französische Volksfest war ein von 1963 bis 2016 alljährlich in Berlin im Juni/Juli stattfindendes Volksfest, das traditionell am oder kurz nach dem 14. Juli, dem Französischen Nationalfeiertag, endete. Veranstaltungsort war der Zentrale Festplatz Berlin im Berliner Ortsteil Wedding an der Bundesautobahn 111. Bevor der Festplatz im Jahr 2000 eingeweiht wurde, fand das Volksfest im Bezirk Reinickendorf auf der gegenüberliegenden Seite der Stadtautobahn statt. 

## Entstehung
Das Deutsch-Französische Volksfest war eines der Ergebnisse der Aufteilung Berlins in vier Sektoren nach dem Zweiten Weltkrieg. Der ehemalige Französische Sektor umfasste die damaligen Bezirke Wedding und Reinickendorf und die französischen Streitkräfte waren in der seinerzeit „Quartier Napoléon“ genannten Kaserne bis zu ihrem Abzug im Jahr 1994 stationiert. Die Bezirksverantwortlichen und die Leitung der französischen Truppen hatten nach Möglichkeiten gesucht, die Besatzer und die Berliner einander näher zu bringen. Nach dem Vorbild des 1961 begründeten Deutsch-Amerikanischen Volksfestes wurde 1963 im damaligen Bezirk Reinickendorf erstmals eine mehrtägige Veranstaltung organisiert. Als Ort wurde ein gut erreichbarer Platz in der Nähe des Flughafens Tegel und in unmittelbarer Nachbarschaft der französischen Kaserne ausgewählt.

## Veranstaltungen und Einschätzung des Volksfestes
Das Deutsch-Französische Volksfest war nach Angaben der Veranstalter das größte Volksfest in Berlin, auf dem es die klassischen Festelemente gibt, wie Fahrgeschäfte, Auftritte von Musikern und Buden. Außerdem war ein französisches Dorf eingerichtet, in dem der besondere Charakter eines Dorfes, einer Stadt, einer Region oder von ganz Frankreich in Form von Kulissen dargestellt wird. Es wurden kulinarische Spezialitäten Frankreichs und insbesondere der jeweiligen Region – beispielsweise Crêpes oder Weine – angeboten.
Besondere Höhepunkte waren Feuerwerke, die zu verschiedenen Terminen und unter anderem zum französischen Nationalfeiertag vorgeführt wurden.
Nach 1995 und insbesondere nach dem Umzug auf den zentralen Festplatz im Jahr 2000 hatte das Fest allerdings deutlich an Größe verloren, bezogen auf die Fahrgeschäfte und den Umfang des französischen Dorfes.
Im Jahr 2017 wurde das Deutsch-Französische Volksfest umbenannt in Berliner Volksfestsommer. Somit brach die 54-jährige Tradition und es ist als Ersatz ein neues Volksfest bei freiem Eintritt entstanden.